# Jusuf Naoum
Jusuf Naoum (* 25. Februar 1941 in El Mina/Libanon; † 27. Juni 2022 in Niedernhausen; auch Georges Joseph Naoum) war ein libanesisch-deutscher Schriftsteller und Geschichtenerzähler.

## Leben
Jusuf Naoum wuchs im Libanon in der Nähe von Tripoli auf. Seine Jugend war geprägt von den literarischen Interessen seiner Eltern und der Begegnung mit der orientalischen Tradition des Märchenerzählens, die ihm vor allem seine Mutter vermittelte. Naoum kam 1964 als Gastarbeiter in die Bundesrepublik Deutschland. Er absolvierte eine Ausbildung im Hotel- und Gaststättengewerbe und arbeitete anschließend als Kellner. Als er arbeitslos geworden war, ließ er sich zum Masseur umschulen und war in diesem Beruf tätig. Nachdem er bereits in den Siebzigerjahren angefangen hatte, eigene Texte in deutscher Sprache zu veröffentlichen, ist er seit 1983 freier Schriftsteller; daneben präsentiert er seine literarischen Werke auch in mündlicher Form bei zahlreichen Auftritten als „Kaffeehaus-Geschichtenerzähler“.
Jusuf Naoum war  Verfasser von Romanen, Erzählungen, Gedichten und Hörspielen.
Jusuf Naoum war Mitglied des Verbandes deutscher Schriftsteller; von 1981 bis zu dessen Auflösung im Jahre 1987 gehörte er dem PoLiKunst-Verein für Migrantenliteratur an. Naoum erhielt u. a. 1992 den Kulturpreis des Rheingau-Taunus-Kreises.
Jusuf Naoum verstarb am 27. Juni 2022 in Niedernhausen.

## Werke
- Der rote Hahn. Erzählungen des Fischers Sidaoui, Luchterhand, Darmstadt 1974.
- Der Scharfschütze, Atelier im Bauernhaus, Fischerhude 1983.
- Karakus und andere orientalische Märchen, Brandes & Apsel, Frankfurt am Main 1986.
- Die Kaffeehausgeschichten des Abu-al-Abed, Brandes & Apsel, Frankfurt am Main 1987.
- Kaktusfeigen, Brandes & Apsel, Frankfurt am Main 1989.
- Sand, Steine und Blumen, Brandes & Apsel, Frankfurt am Main 1991.
- Nacht der Phantasie, Brandes & Apsel, Frankfurt am Main 1994.
- Das Ultimatum des Bey, Peter Hammer Verlag, Wuppertal 1995.
- Nura. Eine Libanesin in Deutschland, Peter Hammer Verlag Wuppertal 1996.
- Guten Tag, Alemania, Verlag Sankt Michelbund, München 2007.
- Karakand in Flammen – Eine Parabel über Krieg und Frieden, Verlag Hans Schiller, Berlin 2010.